# Busiri Vici
Die Familie Busiri Vici ist eine französisch-italienische Familie von Architekten.
Die Familie stammt aus einem Zusammenschluss der französischen Familie Beausire und der italienischen Familie Vici di Arcevia. Der Stammvater der französischen Seite der Dynastie war Jean Beausire (1651–1743), dessen Nachkommen unter dem Ancien Régime als Architekten erfolgreich waren. Auf italienischer Seite war Andrea Vici (1743–1817), ein Architekt der zweiten Generation, der sich durch seine Arbeit unter Luigi Vanvitelli (1700–1773) am Schloss Caserta Ansehen verschaffte und später die Schirmherrschaft für die Bauten des Vatikans übernahm. Andrea Vicis Tochter Barbara Vici heiratete 1815 den Beaurire-Nachfahren Giulio Cesare Busiri (1792–1818) und verband die beiden Familien als Busiri Vici.
Zu den bekannten Mitgliedern der Familie gehört Clemente Busiri Vici (1887–1965), der für Papst Pius XI. Kirchen wie Gran Madre di Dio und San Roberto Bellarmino, beide in Rom, entwarf. Clementes Bruder Michele Busiri Vici (1894–1981), Gewinner des Prix de Rome, war einer der Architekten von Porto Cervo und der Costa Smeralda. Ein weiterer Bruder, Andrea Busiri Vici (1903–1989), war ein bekannter Architekt und zudem Kunstkritiker und Wissenschaftler, der mit seinem Bruder Clemente an San Roberto Bellarmino arbeitete. Saverio Busiri Vici (1927–2023) war ebenfalls für den Heiligen Stuhl tätig, wirkte aber auch mit seinen Entwürfen bei den Osservatorio Astronomico di Roma am Monte Mario sowie dem Observatorium am Monte Porzio (INAF Osservatorio Astronomico di Roma) und am Campo Imperatore (Stazione Osservativa di Campo Imperatore).

## Vici
- Girolamo Vici (1619–1682): Vater von Andrea Vici (1659–1731) und Onkel von Arcangelo Vici (1698–1762)
- Andrea Vici (1743–1817): Er wurde zum „Leitenden Architekten der Fabbrica di San Pietro“ und zum „Principe“ der Accademia di San Luca ernannt und war Autor mehrerer architektonischer Werke und Schüler von Luigi Vanvitelli. Er wurde in Vanvitellis Grabmal in der Kirche Santa Maria in Vallicella in Rom beigesetzt. Er hatte einen Sohn, Francesco Vici, ebenfalls Architekt, der ohne Nachkommen starb, und eine Tochter, Barbara Vici, die 1815 mit Giulio Cesare Busiri (1792–1818), einem jungen Schüler von Andrea Vici, verheiratet wurde, woraus die Familie Busiri Vici entstand.

## Busiri
- Giovanni Battista Busiri (1698–1757): römischer Maler und Vedutist

## Beausire
- Jean Beausire (1651–1743): französischer Architekt, der die Funktion des Maître général, contrôleur et inspecteur des bâtiments de la Ville de Paris unter Ludwig XIV. und Ludwig XV. innehatte.
- Jean Baptiste Beausire (1693–1764): Als Namensvetter seines Vaters war er ebenfalls Architekt und später akademischer Lehrer. Seine Nachkommen in Italien nahmen den Nachnamen Busiri an.

## Busiri Vici
- Andrea Busiri Vici (1818–1911): Er war Leitender Architekt und Baumeister der Dombauhütte von St. Peter sowie Architekt Pius’ IX. Von Busiri Vici stammt die Planung für das römische quartiere Mastai, ein Stadtviertel in Trastevere. Ferner war er offizieller Architekt der römischen Patrizierfamilie Doria-Pamphilij und der Propaganda Fide, außerdem Vorsitzender der Accademia di San Luca und Lehrstuhlinhaber an der Scuola Ingegneri-Architetti.[1]
- Carlo Maria Busiri Vici (1856–1925): Er war der Sohn von Andrea, einem Ingenieur und Architekten, und Bianca Vagnuzzi. Er entwarf bedeutende Bauwerke in Rom, darunter den Palazzo Giorgioli in der Via Cavour, das „Palace Hotel“ in der Via Veneto, die Kirche San Giuseppe in der Via Nomentana, den Palazzo Busiri Vici, ehemals Pallavicini, mit einem Portal von Vignola, in der Via Pinciana und die Villa Taverna in der Viale Rossini, heute die Residenz des US-amerikanischen Botschafters. Er war Akademiemitglied von San Luca und der Virtuosi al Pantheon.[2]
- Clemente Busiri Vici (1887–1965): Er war ein italienischer Ingenieur und Architekt, der über 300 Projekte in seinem Leben realisierte. Dazu gehörten die neofuturistische Seebadekolonie "XXVIII Ottobre" in Cattolica, Schulen im Ausland, die Italienische Botschaft in London und verschiedene Kirchen in Rom und San Felice Circeo. Busiri Vici war Mitglied der Akademie San Luca.
- Michele Busiri Vici (1894–1981): Er war der Sohn des Ingenieurs und Architekten Carlo Maria und der Architektin Francesca Gigliesi (Rom, 1863–1952) und war als Architekt der Costa Smeralda bekannt.
- Andrea Busiri Vici (1903–1989): Er war der Sohn von Carlo Maria, einem Ingenieur und Architekten, und Francesca Gigliesi (Rom, 1863–1952) und Architekt und Kunstkritiker. Er arbeitete an der römischen Kirche San Roberto Bellarmino auf der Piazza Ungheria (sein Bruder Clement war der Hauptarchitekt) und erhielt bedeutende Auszeichnungen: Er war Mitglied der Accademia dei Virtuosi al Pantheon und der Accademia di San Luca, Ritter der Ehrenlegion, des Ordens vom Heiligen Grab und des Ordre des lettres et des arts. Außerdem wurde er mit der Goldmedaille für Verdienste um Kultur und Kunst ausgezeichnet.
- Saverio Busiri Vici (1927–2023): Sein Vater war Clemente Busiri Vici. Er studierte Architektur an der römischen Universität La Sapienza und war Mitglied der Accademia di San Luca sowie Berater der Päpstlichen Kommission für Sakrale Kunst (Pontificia commissione centrale per l'arte sacra in Italia). Saverio Busiri Vici, der jahrzehntelang für den Heiligen Stuhl tätig, insbesondere für die Congregatio de Propaganda Fide.[3] Er war unter anderem Komtur des Päpstlichen Gregoriusordens. Er war persönlich befreundet mit Le Corbusier, Alvar Aalto und Paul Rudolph und so gestalterisch bekannt als Vertreter des Brutalismus, der Moderne und der öffentlichen Architektur.[4]